# غاياغم

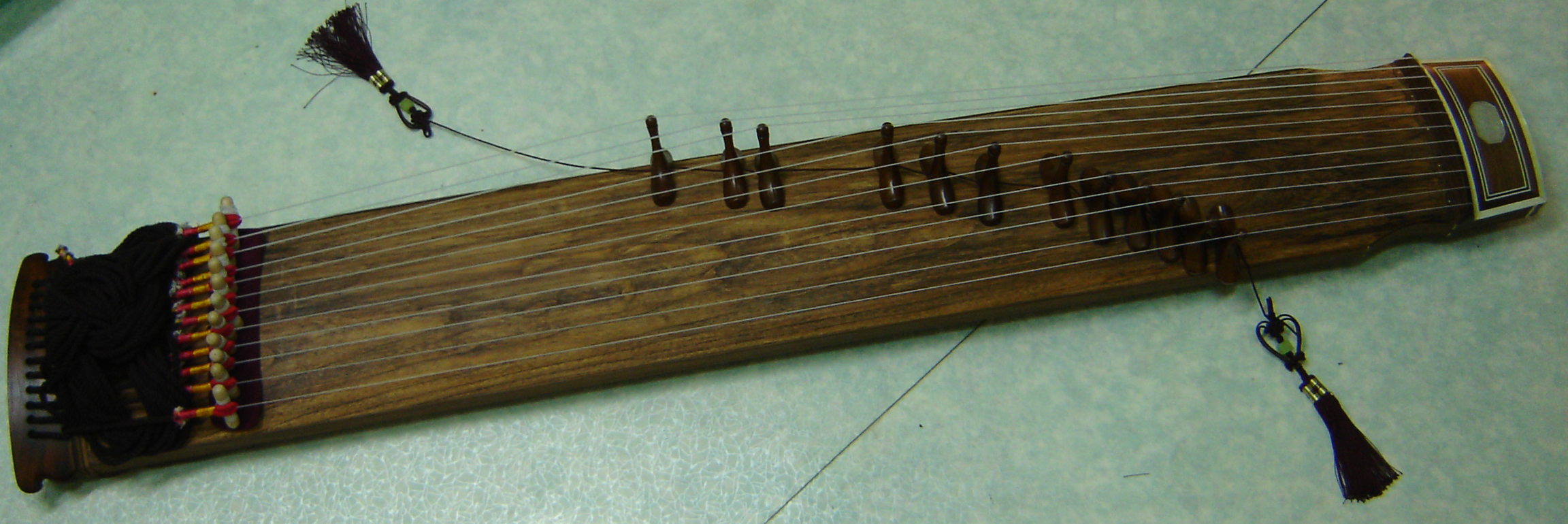

جيا يه (伽倻琴) هي آلة موسيقية قديمة للقومية الكورية في ولاية يان بيان الذاتية الحكم لقومية كوريا بمقاطعة جين لين شمال شرقي الصين. ويشبه شكل آلة جيا يه شكل آلة قو تشنغ الوترية لقومية هان، ويرجع تاريخ علاقتهما إلى قرابة عام 500 الميلادي وجاء في السجلات التاريخية أن ملك مملكة جيا يه الكورية القديمة اخترع آلة وترية نقرية على غرار آلة قو تشنغ، وسمّاها أبناء قومية كوريا ب«آلة جيا يه». منذ اختراع آلة جيا يه حتى الآن قد مرّ عليها ألف وخمسمائة سنة. وفي القدم كانت هذه الآلة تصنع من خشب خام كامل بدون قاع، وذيلها على شكل قرن ماعز. وكان صوتها ضعيفاً تنقصه قوة التعبير. ومن خلال التحسينات المستمرة لقرون، اشتملت آلة جيا يه على مزايا آلات مماثلة للقوميات الأخرى حتى أصبحت آلة موسيقية متميزة بالخصائص القومية الكورية وجودة النوعية. فأصبح صوت آلة جيا يه الحديثة أقوى وأكثر تَنَوُّعَاً. يختار أبناء قومية كوريا الخشب بدقة لصنع هذه الآلة، حيث يختارون أنواعاً مختلفة من الخشب لأجزاء الآلة المختلفة.

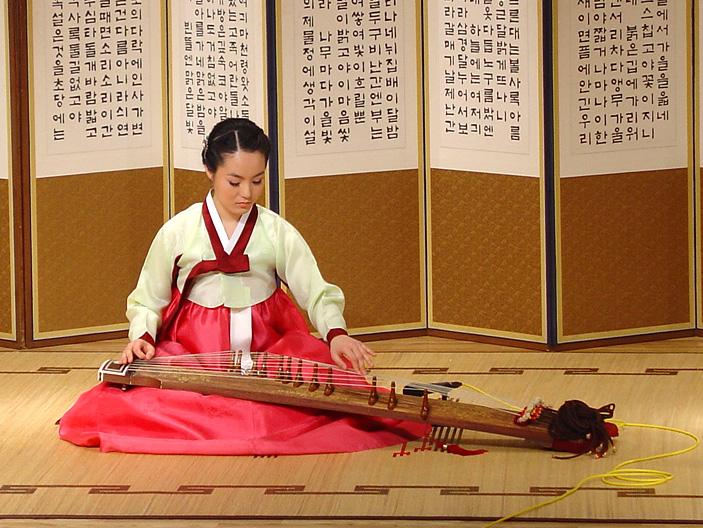